# Andrzej Kuklinowski

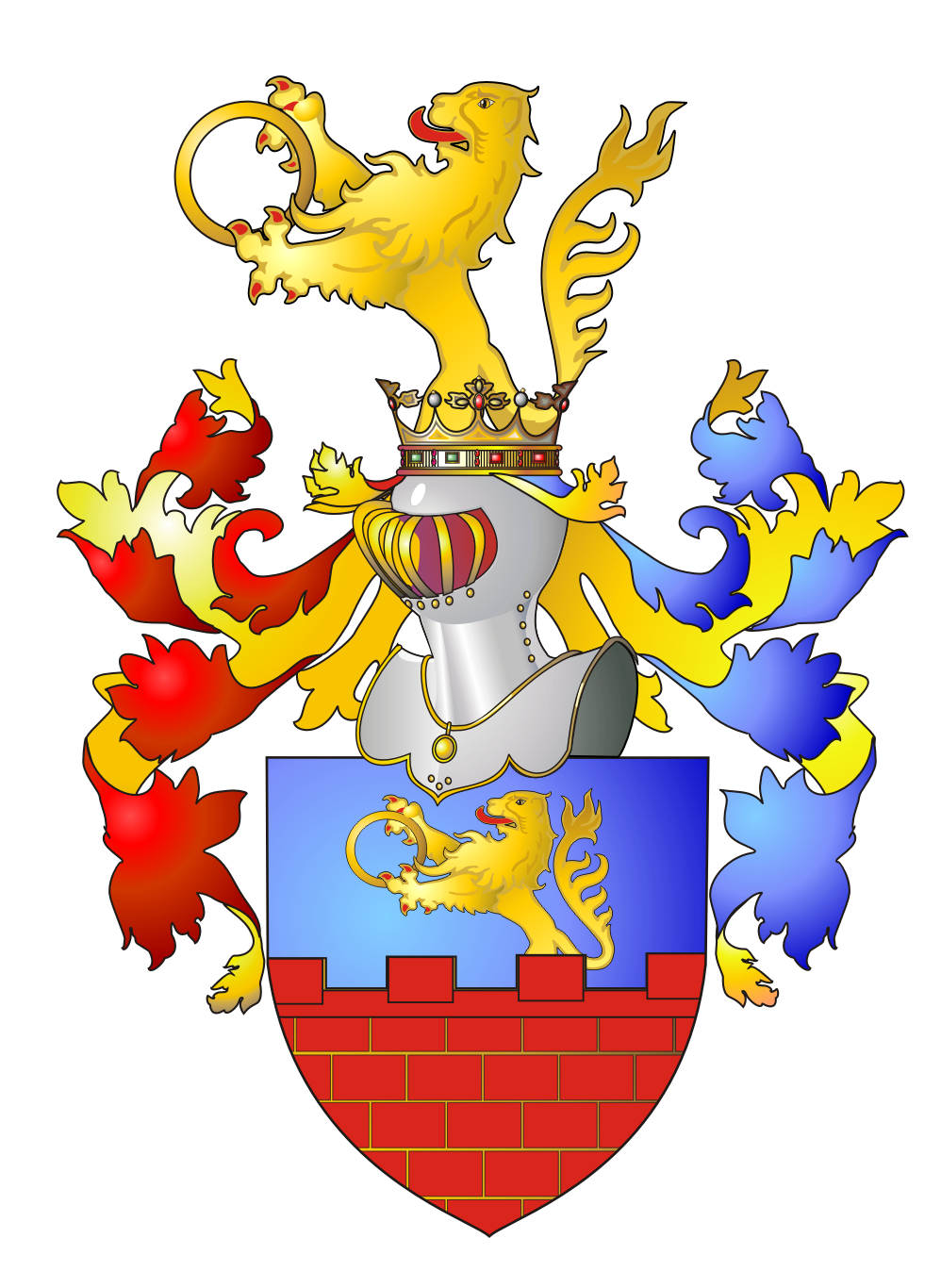
Prawdzic herb Kuklinowskich

Andrzej Kuklinowski herbu Prawdzic – rotmistrz jazdy pancernej.

## Życiorys
Pochodził ze szlacheckiej rodziny Kuklinowskich herbu Prawdzic z Kuklinowa w Wielkopolsce.
Służbę w armii koronnej rozpoczął w latach 50. XVII wieku, jako towarzysz jazdy. W 1655 podczas najazdu szwedzkiego opowiedział się po stronie króla Karola X Gustawa. Był rotmistrzem chorągwi jazdy polskiej, wchodzącej w skład pułku dowodzonego przez Seweryna Kalińskiego. W listopadzie i grudniu 1655 brał udział w oblężeniu Jasnej Góry. Wiosną 1656 był uczestnikiem wyprawy Karola Gustawa na Lwów, w ostatnich dniach marca w okolicach Niska przeszedł na stronę polską porzucając służbę w armii szwedzkiej. Powierzono mu dowództwo komputowej chorągwi jazdy pancernej, której był rotmistrzem w latach 1656–1657, dowodził tą formacją w ówczesnych walkach z wojskami szwedzkimi i siedmiogrodzkimi. Zmarł po 1657.
Andrzej Kuklinowski był pierwowzorem postaci literackiej pułkownika Kuklinowskiego z Potopu Henryka Sienkiewicza.